# Njambajaryn Tögscogt
Njambajaryn Tögscogt, spesso traslitterato anche come Tugstsogt Nyambayar (mongolo: Нямбаярын Төгсцогт; Ulan Bator, 23 giugno 1992), è un pugile mongolo, della categoria dei pesi mosca, vincitore della medaglia d'argento alle olimpiadi di Londra 2012.

## Carriera pugilistica
È stato medaglia d'argento ai campionati mondiali di pugilato dilettanti 2009 tenuti a Milano, dove perse in finale col cubano Arroyo McWilliams. Due anni più tardi a Baku fu eliminato agli ottavi di finale dall'azero Elvin Mamishzade.
Contro lo stesso pugile esordì nel turno preliminare alle olimpiadi di Londra 2012, questa volta sconfiggendolo. Elimò poi anche l'italiano Vincenzo Picardi agli ottavi, l'uzbeko Jasurbek Latipov ai quarti ed il russo Misha Aloyan in semifinale. Fu sconfitto in finale dal cubano Robeisy Ramírez Carrazana.

### Principali incontri disputati
Statistiche aggiornate al 28 agosto 2012.
| Evento              | Edizione    | Categoria          | Trentaduesimi                     | Sedicesimi                              | Ottavi                                  | Quarti                                 | Semifinale                       | Finale                                 | Pos. | Note  |
| ------------------- | ----------- | ------------------ | --------------------------------- | --------------------------------------- | --------------------------------------- | -------------------------------------- | -------------------------------- | -------------------------------------- | ---- | ----- |
| Campionati asiatici | Zhuhai 2009 | Minimosca (-48 kg) | N.D.                              | N.D.                                    | bye                                     | Birzhan Zhakipov ( Kazakistan) V 10-4  | Singh Mayengbam ( India) P 7-15  | non qualificato                        |      | [ 2 ] |
| Mondiali            | Milano 2009 | Mosca (-51 kg)     | Singh Mayengbam ( India) V 11-10  | Peter Senky ( Slovacchia) V 12-7        | Declan Gerraghty ( Irlanda) V 17-7      | Vincenzo Picardi ( Italia) V 12-7      | Michail Alojan ( Russia) V 8-7   | Arrojo McWilliams ( Porto Rico) P 2-18 |      | [ 3 ] |
| Mondiali            | Baku 2011   | Mosca (-52 kg)     | Stefan Ivanov ( Bulgaria) V 22-15 | Singh Mayengbam ( India) V 17-14        | Elvin Mamishzade ( Azerbaigian) P 14-17 | Non qualificato                        | Non qualificato                  | Non qualificato                        | 9º   | [ 4 ] |
| Olimpiadi           | Londra 2012 | Mosca (-52 kg)     | N.D.                              | Elvin Mamishzade ( Azerbaigian) V 18-11 | Vincenzo Picardi ( Italia) V 17-16      | Jasurbek Latipov ( Uzbekistan) V 15-10 | Michail Alojan ( Russia) V 15-11 | Robeisy Ramírez ( Cuba) P 14-17        |      | [ 5 ] |